# Бонделум
Бонделум (нем. Bondelum) — община в Германии, в земле Шлезвиг-Гольштейн. Входит в состав района Северная Фризия. Подчиняется управлению Фиёль. Население составляет 205 человек (на 31 декабря 2010 года). Занимает площадь 9,18 км².
Официальным языком в населённом пункте, помимо немецкого, является севернофризский.

## Население
| Год  | Численность | Численность |
| ---- | ----------- | ----------- |
| 1975 | 209         | [ 5 ]       |
| 2014 | 187         | [ 1 ]       |
| 2017 | 170         | [ 2 ]       |
| 2019 | 161         | [ 6 ]       |
| 2021 | 167         | [ 7 ]       |
| 2022 | 165         | [ 8 ]       |
| 2023 | 168         | [ 3 ]       |